# Philothamnus thomensis
Philothamnus thomensis es una especie de serpientes de la familia Colubridae.

## Distribución geográfica
Es endémica de la isla de Santo Tomé.